# Encoma inaccurata
Encoma inaccurata là một loài bướm đêm trong họ Geometridae.